# نهرخان عليا
نهرخان عليا (بالفارسية: نهرخان علیا) هي مستوطنة تقع في قسم كلان الريفي (مقاطعة إيوان) في إيران. يقدر عدد سكانها بـ 421 نسمة .